# Вильямс, Альберто
Альберто Вильямс (исп. Alberto Williams; 23 ноября 1862, Буэнос-Айрес — 17 июня 1952, там же) — аргентинский композитор, музыковед
, музыкальный педагог, дирижёр, пианист.

## Биография
Впервые выступил с концертом как пианист в семилетнем возрасте. Получил правительственную стипендию для обучения в Парижской консерватории, где его педагогами по фортепиано и композиции были Жорж Матиа, Шарль Вильфрид де Берио, Бенжамен Годар и др. Вернувшись в Аргентину в 1889 г., Вильямс на некоторое время посвятил себя изучению местного музыкального фольклора. В 1893 г. он основал Буэнос-Айресскую консерваторию и возглавлял её до 1941 г. Вильямсу принадлежат учебники по теории музыки, гармонии и сольфеджио.
Композиторское наследие Вильямса включает 136 сочинений. Период 1890—1910 гг. характеризуется особенно сильным влиянием аргентинского музыкального колорита, особенно в камерных произведениях, — наибольшей известностью пользуется построенная на ритмах и гармониях милонги фортепианная пьеса «Заброшенное ранчо» (исп. El rancho abandonado; 1890). В дальнейшем Вильямс эволюционировал в сторону более широкого интернационального контекста. Ему принадлежат девять симфоний, симфонические поэмы, сюиты и др.